# Bataille de Castelfranco Veneto
 (décembre 2023).
Si vous disposez d'ouvrages ou d'articles de référence ou si vous connaissez des sites web de qualité traitant du thème abordé ici, merci de compléter l'article en donnant les références utiles à sa vérifiabilité et en les liant à la section « Notes et références ».
Guerre de la troisième coalition
Batailles
Batailles navales
- Rocher du Diamant (1805)
- Cap Finisterre (1805)
- îles Chausey (1805)
- Trafalgar (1805)
- Cap Ortegal (1805)

Campagne d'Allemagne (1805) : opérations en Bavière - Autriche - Moravie
- Donauwörth
- Wertingen
- Günzburg
- Haslach-Jungingen
- Memmingen
- Elchingen
- Nerenstetten
- Neresheim
- Ulm
- Ried
- Lambach
- Bodenbichl
- Steyr
- Amstetten
- Mariazell
- Dürenstein
- Hollabrunn (Schöngrabern)
- Wischau
- Austerlitz

Campagne d'Italie (1805) : Opérations en Italie du Nord
- Vérone
- Caldiero
- Forano
- Castelfranco Veneto

Invasion de Naples (1806)
- Gaète
- Campo Tenese
- Maida
- Lauria
- Maratea
- Amantea
- Mileto

La bataille de Castelfranco Veneto se déroule le 24 novembre 1805 à Castelfranco Veneto, en Italie, dans le cadre de la guerre de la troisième coalition. Elle oppose une armée française sous les ordres du général Laurent de Gouvion-Saint-Cyr à un corps autrichien dirigé par le prince Louis Victor Meriadec de Rohan. L'affrontement se solde par une victoire française.
Le gros de l'armée autrichienne du général Karl Mack ayant été enveloppé et fait prisonnier par la Grande Armée de Napoléon à Ulm, en octobre 1805, seuls subsistent entre Napoléon et Vienne, la capitale autrichienne, le corps en fuite de Michael Kienmayer et une armée russe nouvellement arrivée sous Mikhaïl Koutouzov. Informé du désastre d'Ulm, l'archiduc Charles-Louis d'Autriche-Teschen, commandant l'armée autrichienne d'Italie, se replie en direction du nord tandis que les troupes plus faibles de l'archiduc Jean se réfugient dans le Tyrol. Dans la confusion, la brigade du prince de Rohan se retrouve séparée de l'armée de Jean. 
Après avoir vainement tenté de rallier l'archiduc Charles, Rohan conduit ses hommes vers le sud afin de se joindre à la garnison autrichienne de Venise. À l'issue d'un long périple depuis les profondeurs des Alpes jusqu'aux plaines du nord de l'Italie, les Autrichiens débouchent à proximité de cette ville mais sont alors interceptés par les troupes françaises de Gouvion-Saint-Cyr. Pris en étau, Rohan doit déposer les armes.

## Contexte
Séparée de l'armée de l'archiduc Jean, la brigade autrichienne commandée par le général-major et prince Louis Victor Meriadec de Rohan-Guéméné se dirige vers le sud, dans l'espoir de faire sa jonction avec le corps du feld-maréchal-lieutenant Johann von Hiller, appartenant à l'armée d'Italie de l'archiduc Charles. Parti de Landeck dans le Tyrol le 10 novembre, Rohan échoue cependant à rejoindre Hiller et Charles. Il décide alors de se frayer un chemin vers Venise. S'emparant de Bolzano le 8 novembre, il conduit ensuite sa brigade vers le sud jusqu'à Trente. De là, il fait route vers l'est dans le Valsugana avant d'obliquer une fois de plus vers le sud dans la vallée de la rivière Brenta. Le 22 novembre, à l'endroit précis où la Brenta quitte les montagnes, les Autrichiens surprennent et expulsent la garnison française de Bassano del Grappa. Au prix de marches forcées, les Autrichiens atteignent Castelfranco Veneto le lendemain dans la soirée.

## Forces en présence
Au 25 novembre 1805, le corps placé sous les ordres de Gouvion-Saint-Cyr aligne les divisions des généraux Jean-Louis-Ébénézer Reynier (6 269 hommes) et Giuseppe Lechi (4 985 hommes), auxquelles s'ajoute une brigade de réserve commandée par le général Luigi Gaspare Peyri (3 112 hommes) et un parc d'artillerie (751 hommes), pour un effectif total de 15 117 soldats répartis en 29 bataillons d'infanterie et 20 escadrons de cavalerie. Ne participent toutefois à la bataille qu'une fraction de la division Reynier, à savoir le 10e de ligne à trois bataillons, le 56e de ligne à deux bataillons, le 62e de ligne à quatre bataillons, le 4e bataillon du 1er régiment suisse et le 6e régiment de chasseurs à cheval à quatre escadrons ; et la brigade Peyri, forte du 1er régiment d'infanterie polonaise à trois bataillons et du 1er régiment de chasseurs à cheval polonais, pourvu de quatre escadrons. L'effectif des forces engagées par Gouvion-Saint-Cyr à Castelfranco Veneto s'élève donc, en incluant l'artillerie, à un peu plus de 8 000 soldats.
La cavalerie du prince de Rohan comprend huit escadrons du régiment de cuirassiers de l'archiduc Ferdinand no 4, un escadron du régiment de uhlans de Hohenzollern no 2 et un escadron combiné. Son infanterie se compose de quatre bataillons du régiment d'infanterie de Duka no 38, des 2e et 4e bataillons du régiment d'infanterie de Beaulieu no 58 et d'un bataillon combiné.

## Déroulement de la bataille
Le 24 novembre, la marche épique de Rohan prend fin lorsque ses hommes se retrouvent pris en étau par les troupes de Gouvion-Saint-Cyr. Après un vif combat, les soldats autrichiens se rendent.

## Bilan et conséquences
Selon Digby Smith, les Autrichiens perdent un nombre de morts et de blessés inconnu, près de 4 400 prisonniers, cinq pièces d'artillerie et quatre drapeaux. Le prince de Rohan est blessé. Les pertes subies par les Français ne sont pas connues avec précision, mais 16 de leurs officiers sont hors de combat.